# Сан-Карлуш
Национальный театр Сан-Карлуш (порт. Teatro Nacional de São Carlos) — оперный театр в Лиссабоне, Португалия.
Театр был основан в 1793 году на средства богатых португальских купцов, торговавших бразильскими алмазами и табаком. Строительство нового здания шло всего семь месяцев, а автором проекта стал архитектор Хосе да Коста э Сильва, обучавшийся в Италии и взявший за основу для своей работы неаполитанский театр «Сан Карло». Простой фундамент поддерживает три арки парадного входа, над которым установлены четыре колонны дорического ордера, а общая композиция довольно проста и элегантна. Интерьер театра разработан итальянскими мастерами Апиани и Маццонески. Зрительный зал имеет овальную форму и три яруса лож. Общая вместимость зала — 1200 зрителей.
На протяжении XIX века этот оперный театр был центром итальянской и португальской оперы. Здесь выступало множество известных европейских оперных певцов. 
В репертуаре театра на протяжении всей его истории преобладали итальянские композиторы и ощущалось влияние итальянской оперной школы. Первой оперой, поставленной в театре в 1793 году, была «Влюбленная балерина» Доменико Чимарозы. Самой известной постановкой XX века стала «Травиата» Верди (1958) с участием Марии Каллас.